# 达摩铁指功
《达摩铁指功》（英語：Bruce and Shaolin Kung Fu）是1977年上映的一部电影，由南宫勋自导自演，该作主要讲述的是一群武术家抗击日本人的故事。

## 劇情簡介
日军侵华的时候，在中国上海的日军打算通过关闭当地的武馆从而打压中国人的爱国精神，而当时一个武术家得知这些后，于是来到了韩国，并在之后在韩国修行武术，然后应对前来找自己麻烦的日军们。

## 演员
- 何宗道
- 井莉
- 江岛
- 陈星
- 杨斯
- 张力

## 相關連結
- 互联网电影数据库（IMDb）上《达摩铁指功》的资料（英文）
- 豆瓣电影上《达摩铁指功》的資料 （简体中文）
- 香港影庫上《达摩铁指功》的資料（繁體中文）
- 爛番茄上《达摩铁指功》的資料（英文）